# Division 1 (Bélgica) 1988-89
La Primera División de Bélgica 1988/89 fue la 86.ª temporada de la máxima competición futbolística en Bélgica.

## Tabla de posiciones
| Pos | Equipo                 | PJ | PG | PE | PP | GF | GC | Pts | DG  | Notas                                                |
| --- | ---------------------- | -- | -- | -- | -- | -- | -- | --- | --- | ---------------------------------------------------- |
| 1   | KV Mechelen            | 34 | 25 | 7  | 2  | 64 | 20 | 57  | +44 | Clasificado a la Copa de Campeones de Europa 1989-90 |
| 2   | R.S.C. Anderlecht      | 34 | 22 | 9  | 3  | 83 | 36 | 53  | +47 | Clasificado a la Recopa de Europa 1989-90            |
| 3   | RFC Liégeois           | 34 | 17 | 12 | 5  | 64 | 22 | 46  | +42 | Clasificado a la Copa de la UEFA 1989-90             |
| 4   | Club Brugge K.V.       | 34 | 17 | 9  | 8  | 67 | 44 | 43  | +23 | Clasificado a la Copa de la UEFA 1989-90             |
| 5   | Royal Antwerp FC       | 34 | 16 | 10 | 8  | 62 | 39 | 42  | +23 | Clasificado a la Copa de la UEFA 1989-90             |
| 6   | Standard Liège         | 34 | 14 | 8  | 12 | 46 | 43 | 36  | +3  |                                                      |
| 7   | K. Sint-Truidense V.V. | 34 | 12 | 11 | 11 | 39 | 44 | 35  | -5  |                                                      |
| 8   | K.V. Kortrijk          | 34 | 9  | 17 | 8  | 53 | 44 | 35  | +9  |                                                      |
| 9   | K.S.V. Waregem         | 34 | 11 | 8  | 15 | 48 | 52 | 30  | -4  |                                                      |
| 10  | Lierse S.K.            | 34 | 10 | 9  | 15 | 29 | 46 | 29  | -17 |                                                      |
| 11  | R. Charleroi S.C.      | 34 | 6  | 17 | 11 | 31 | 49 | 29  | -18 |                                                      |
| 12  | K.S.K. Beveren         | 34 | 10 | 8  | 16 | 40 | 51 | 28  | -11 |                                                      |
| 13  | K.R.C. Mechelen        | 34 | 10 | 8  | 16 | 37 | 55 | 28  | -18 |                                                      |
| 14  | K.S.C. Lokeren         | 34 | 9  | 10 | 15 | 44 | 57 | 28  | -13 |                                                      |
| 15  | Cercle Brugge K.S.V.   | 34 | 10 | 7  | 17 | 41 | 54 | 27  | -13 |                                                      |
| 16  | K. Beerschot V.A.V.    | 34 | 8  | 10 | 16 | 41 | 63 | 26  | -22 |                                                      |
| 17  | R.W.D. Molenbeek       | 34 | 10 | 5  | 19 | 36 | 59 | 25  | -23 | Descenso a la Division II                            |
| 18  | K.R.C. Genk            | 34 | 2  | 11 | 21 | 20 | 67 | 15  | -47 | Descenso a la Division II                            |

PJ = Partidos jugados; PG = Partidos ganados; PE = Partidos empatados; PP = Partidos perdidos; GF = Goles a favor; GC = Goles en contra; Pts = Puntos; DG = Diferencia de goles